# 詹姆士·金斯
詹姆士·霍普伍德·金斯爵士， OM FRSMA DSc ScD LLD（1877年9月11日—1946年9月16日），英國物理學家、天文學家、數學家。

## 生平
金斯生於兰开夏郡奧姆斯柯克，在他三歲時和家人遷往倫敦。在麦钱特泰勒斯学校、威尔逊学校接受教育後，於1896年10月進入剑桥大学三一学院就讀，1900年獲得數學學位。他的劍橋大學數學榮譽學位考試指導教授是羅伯特·阿爾弗雷德·赫爾曼，並於1898年成為該考試二級及格者（Second Wrangler）。1901年金斯獲選為三一學院院士，1904年成為劍橋大學數學講師。1905年金斯前往美國普林斯頓大學擔任應用數學教授至1909年，之後回到劍橋大學。
金斯在量子力學、輻射和恆星演化等物理學的許多領域作出重要貢獻。他對旋轉體分析後提出皮埃尔-西蒙·拉普拉斯提出太陽系形成自單一氣體雲的理論是不正確的；他並提出另一顆恆星經過太陽附近，恆星潮汐力使太陽物質災難性大量流出，而流出的物質凝聚成行星，不過這一理論今日並不被接受。
金斯和亚瑟·爱丁顿是英國宇宙学研究的奠基者。1928年金斯基於在宇宙中物質不斷產生的假設首次推測出穩態理論。1965年宇宙微波背景辐射被發現後，穩態理論被大爆炸理論取代。
金斯的科學聲譽主要是基於他的數本專著。較著名的有1904年出版的《The Dynamical Theory of Gases》、1906年出版的《Theoretical Mechanics》，以及1908年出版的《Mathematical Theory of Electricity and Magnetism》。他在1929年退休後編寫了多本以社會大眾為對象的科學書籍，著名的有1930年出版的《The Mysterious Universe》、1931年出版的《The Stars in Their Courses》、1933年出版的《The New Background of Science》、1934年出版的《The Universe Around Us, Through Space and Time》。這些書籍讓金斯成為他的時代相當著名的革命性科學發現說明者，尤其是在相對論和物理宇宙学方面。
1939年，《英國天文協會期刊》報導金斯將在劍橋大學選區參選英國下議院國會議員。不過應在1939或1940年進行的選舉並未舉辦，之後在1945年的國會議員選舉中金斯並未參選。
金斯於1943年出版了《Physics and Philosophy》，書中以現實中各種不同的觀點探討科學和哲學的關係。
金斯的宗教觀點為不可知論者。
金斯在薩里郡多爾金逝世。

## 主要成就
金斯的其中一個重大發現是「金斯長度」，這是太空中星際雲的臨界半徑。該值與氣體雲溫度、密度和組成氣體的質量相關。小於金斯長度的星際雲將不會有克服氣體向外熱壓力的足夠重力，更無法凝聚形成恆星。即半徑大於金斯長度的星際雲將會塌縮，公式如下：
{\displaystyle \lambda _{J}={\sqrt {\frac {15k_{B}T}{4\pi Gm\rho }}}}
金斯還提出了這項公式的另一個版本，稱為「金斯質量」或「金斯不穩定性」，則是表示星際雲必須到達金斯質量才會塌縮。
金斯還協助提出了瑞利-金斯定律，這是輻射源溫度和黑體輻射能量密度關係式的定律。公式如下：
{\displaystyle f(\lambda )=8\pi c{\frac {k_{B}T}{\lambda ^{4}}}}

## 家庭
金斯有兩段婚姻。首任妻子是美國詩人夏洛特·蒂芬妮·米切爾，兩人在1907年結婚。之後金斯在1935年和第二任妻子，奧地利風琴和大鍵琴演奏家蘇珊娜·霍克（即蘇西·金斯）結婚。

## 獎項與榮譽
- 1906年5月獲選皇家学会會士
- 1917年皇家學會贝克尔讲座（英语：Bakerian Lecture）
- 1919年皇家學會皇家獎章
- 1921到1924年劍橋哲學學會（英语：Cambridge Philosophical Society）霍普金斯獎
- 1922年英國皇家天文學會金質獎章
- 1928年受封為爵士
- 1931年富蘭克林研究所富蘭克林獎章
- 1933獲邀在皇家學會聖誕講座上演說《Through Space and Time》。
- 1937年印度科學普及協會（英语：Indian Association for the Cultivation of Science）慕克吉獎章
- 1938年獲選為第25屆印度科學促進協會（英语：Indian Science Congress Association）會長
- 1938年印度科學促進協會加爾各答獎章
- 1939年獲選為功績勳章成員
- 月球上的金斯環形山和火星上的金斯撞擊坑。
- 羅伯特·辛普森所寫的第7號弦乐四重奏於1977年金斯誕生百年作成以向他致敬。
- 金斯的母校麦钱特泰勒斯学校設有詹姆士·金斯學術獎學金，授予入學考試中數學和科學成績優異新生。

## 主要著作
- Jeans, James Hopwood. (1947). The Growth of Physical Science. Cambridge University Press (reissued by Cambridge University Press, 2009; ISBN 978-1-108-00565-4)
- Jeans, James Hopwood. (1942). Physics and Philosophy. Cambridge University Press (reissued by Cambridge University Press, 2009; ISBN 978-1-108-00567-8)
- Jeans, James Hopwood. (1940). An Introduction to the Kinetic Theory of Gases. Cambridge University Press (reissued by Cambridge University Press, 2009; ISBN 978-1-108-00560-9)
- Jeans, James Hopwood. (1937). Science and Music. Cambridge University Press (reissued by Cambridge University Press, 2009; ISBN 978-1-108-00569-2)
- Jeans, James Hopwood. (1934). Through Space and Time. Cambridge University Press (reissued by Cambridge University Press, 2009; ISBN 978-1-108-00571-5)
- Jeans, James Hopwood. (1933). The New Background of Science. Cambridge University Press (reissued by Cambridge University Press, 2009; ISBN 978-1-108-00572-2)
- Jeans, James Hopwood. (1931). Stars in Their Courses. Cambridge University Press (reissued by Cambridge University Press, 2009; ISBN 978-1-108-00570-8)
- Jeans, James Hopwood. (1930). The Mysterious Universe. Cambridge University Press (reissued by Cambridge University Press, 2009; ISBN 978-1-108-00566-1)
- Jeans, James Hopwood. (1928). Astronomy and Cosmogony. Cambridge University Press (reissued by Cambridge University Press, 2009; ISBN 978-1-108-00562-3)
- Jeans, James Hopwood. (1925). Mathematical Theory of Electricity and Magnetism. Cambridge University Press (reissued by Cambridge University Press, 2009; ISBN 978-1-108-00561-6)
- Jeans, James Hopwood. (1926). Atomicity and Quanta. Cambridge University Press (reissued by Cambridge University Press, 2009; ISBN 978-1-108-00563-0)
- Jeans, James Hopwood. (1919). Problems of Cosmology and Stellar Dynamics. Cambridge University Press (reissued by Cambridge University Press, 2009; ISBN 978-1-108-00568-5)
- Jeans, James Hopwood. (1904). The Dynamical Theory of Gases. Cambridge University Press (reissued by Cambridge University Press, 2009; ISBN 978-1-108-00564-7)

可在互联网档案馆上獲得的著作：
- 1904年 The Dynamical Theory of Gases
- 1906年 Theoretical Mechanics
- 1908年 Mathematical Theory of Electricity and Magnetism
- 1947年 The Growth of Physical Science

其他：
- 1929年 The Universe Around Us
- 1930年 The Mysterious Universe
- 1931年 The Stars in Their Courses
- 1933年 The New Background of Science
- 1937年 Science and Music
- 1942年 Physics and Philosophy

## 外部連結
- MacTutor (St. Andrews Univ.): More biographical information. （页面存档备份，存于）, including photos
- Britannica article （页面存档备份，存于） includes photo